# Rhipsalis lindbergiana
Rhipsalis lindbergiana är en kaktusväxtart som beskrevs av Karl Moritz Schumann. Rhipsalis lindbergiana ingår i släktet Rhipsalis och familjen kaktusväxter. Inga underarter finns listade i Catalogue of Life.